# Värtagasverket

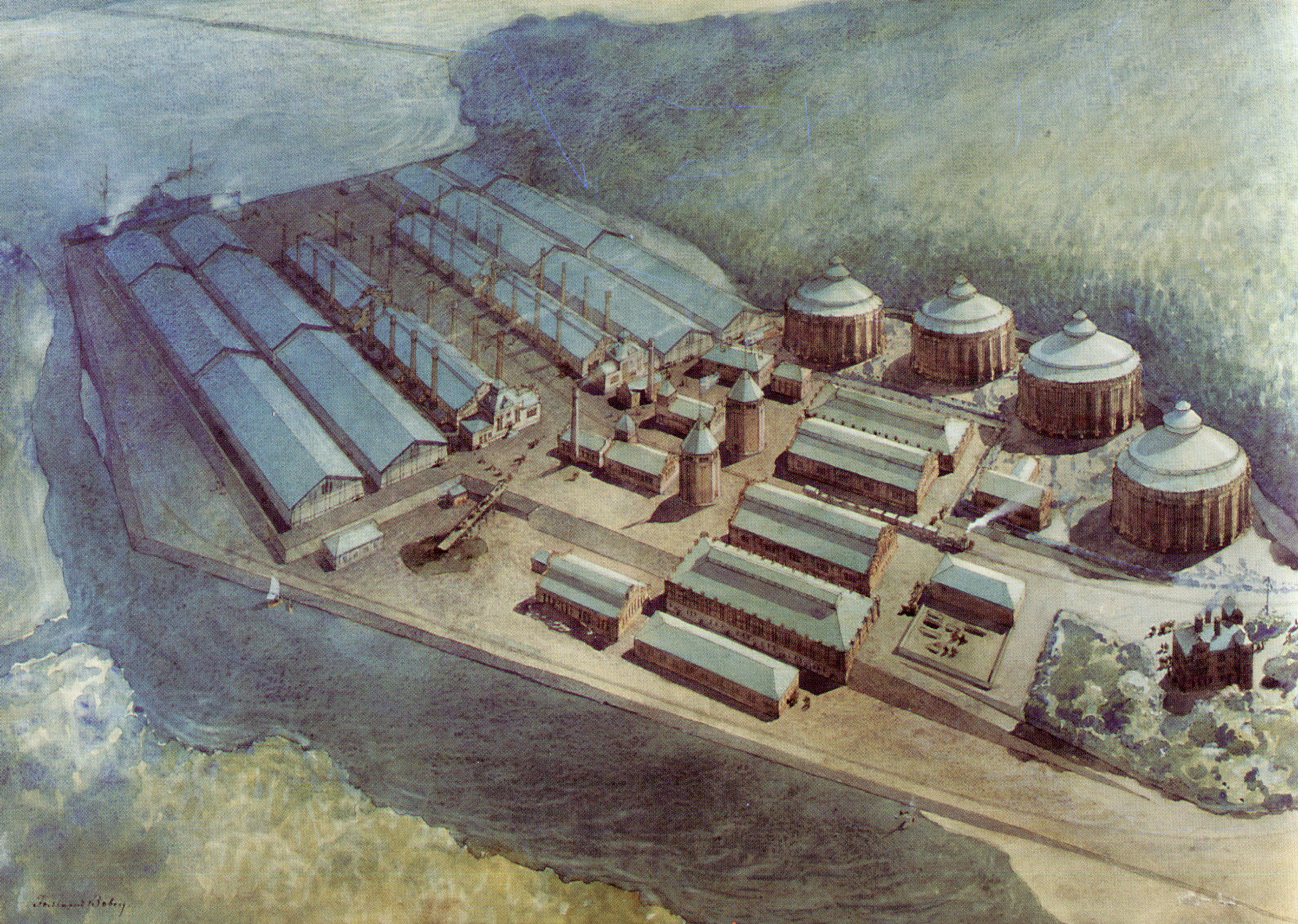
Ferdinand Bobergs fågelperspekiv, 1890.

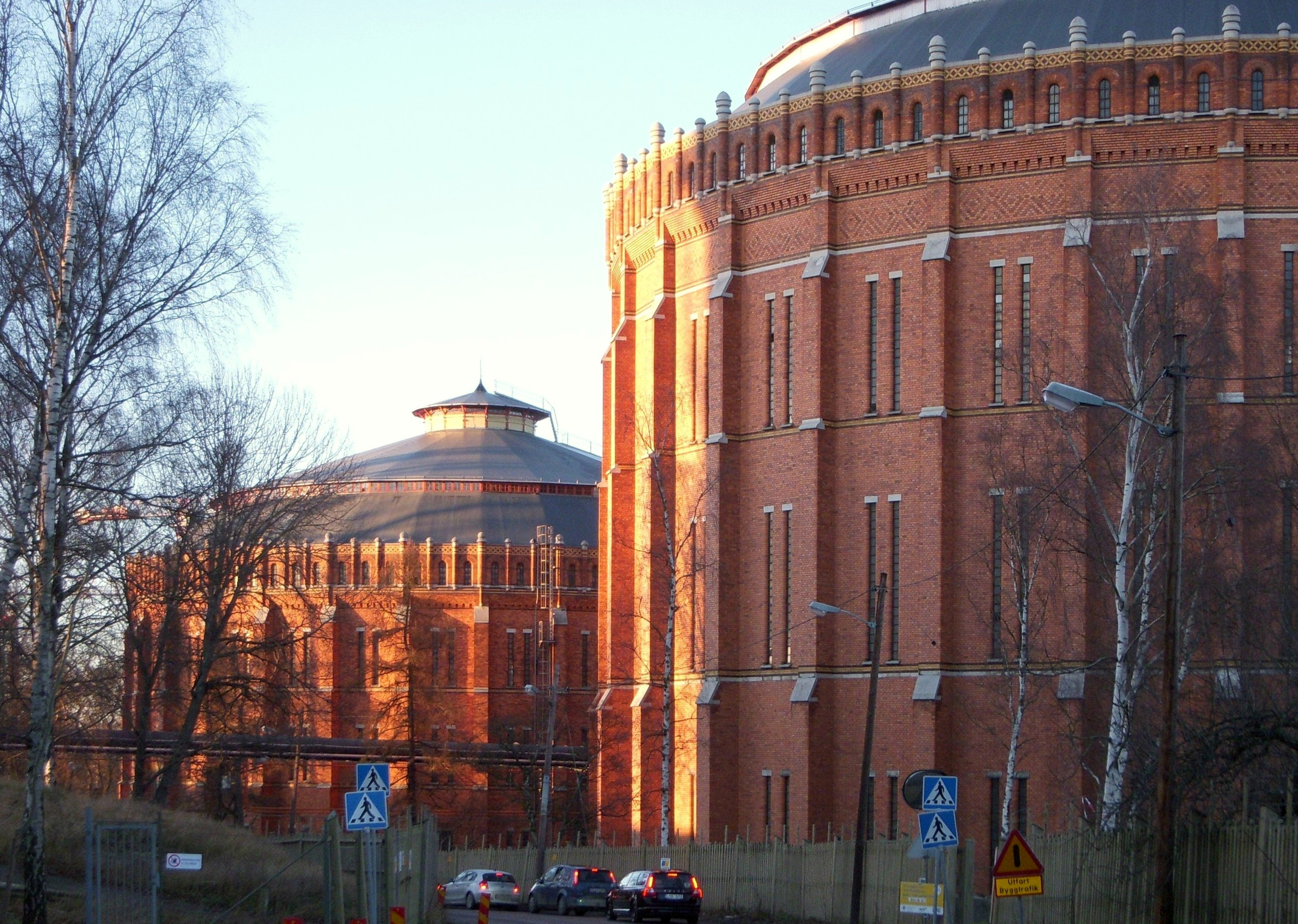
Bobergs gasklockor nr 1 och 2, 2011.

Värtagasverket var ett gasverk i stadsdelen Hjorthagen, Stockholm som levererade stadsgas till Stockholms gasnät fram till nedläggningen i januari 2011. Då ägdes och drevs verket av Fortum Värme. Gasen framställdes från början av kol och sedan 1971 av lättbensin i ett spaltgasverk. Anläggningens byggnader ritades av arkitekt Ferdinand Boberg. Gasverket lades ner i januari 2011 i samband med att Stockholm övergick till en stadsgas baserad på naturgas och biogas. Värtagasverket kommer delvis att rivas, och efter grundlig sanering av den förorenade marken kommer det byggas bostäder och kontor. En stor del av de historiska byggnaderna är blå- och grönklassade av Stockholms stadsmuseum där blå innebär att bebyggelsens kulturhistoriska värde av stadsmuseet anses motsvara fordringarna för byggnadsminnen i Kulturmiljölagen.

## Historia

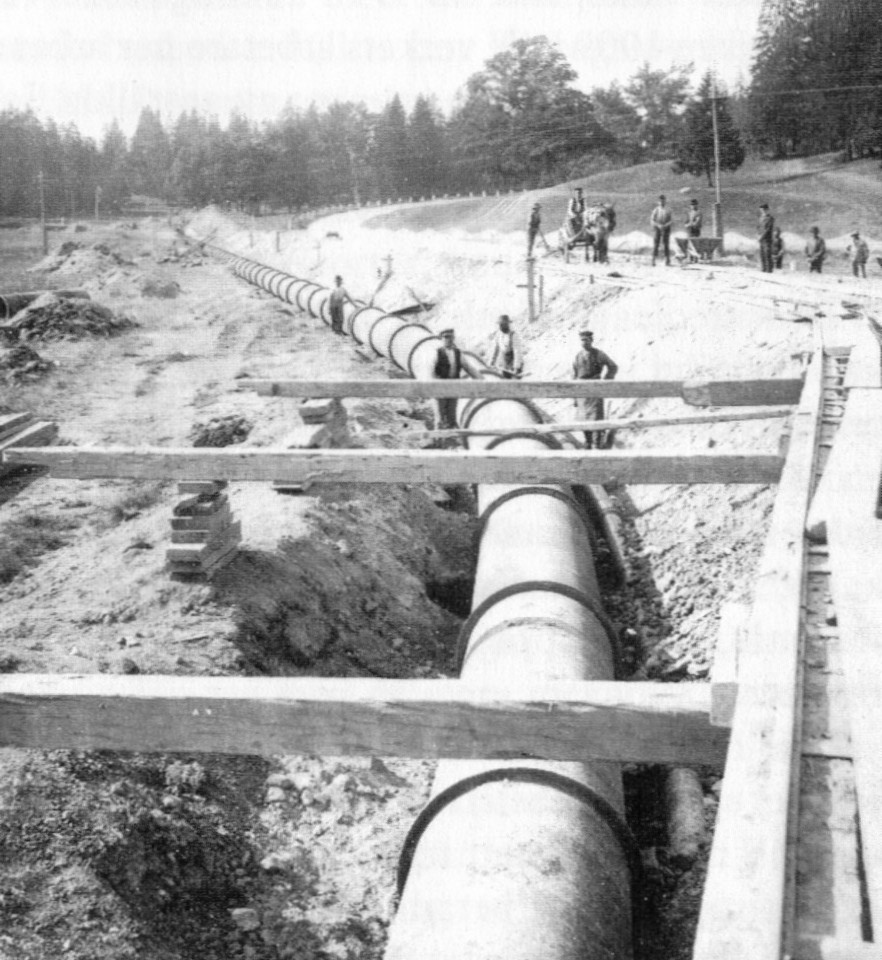
Huvudgasledning med en diameter på 90 cm läggs ut vid Värtan, juli 1893.

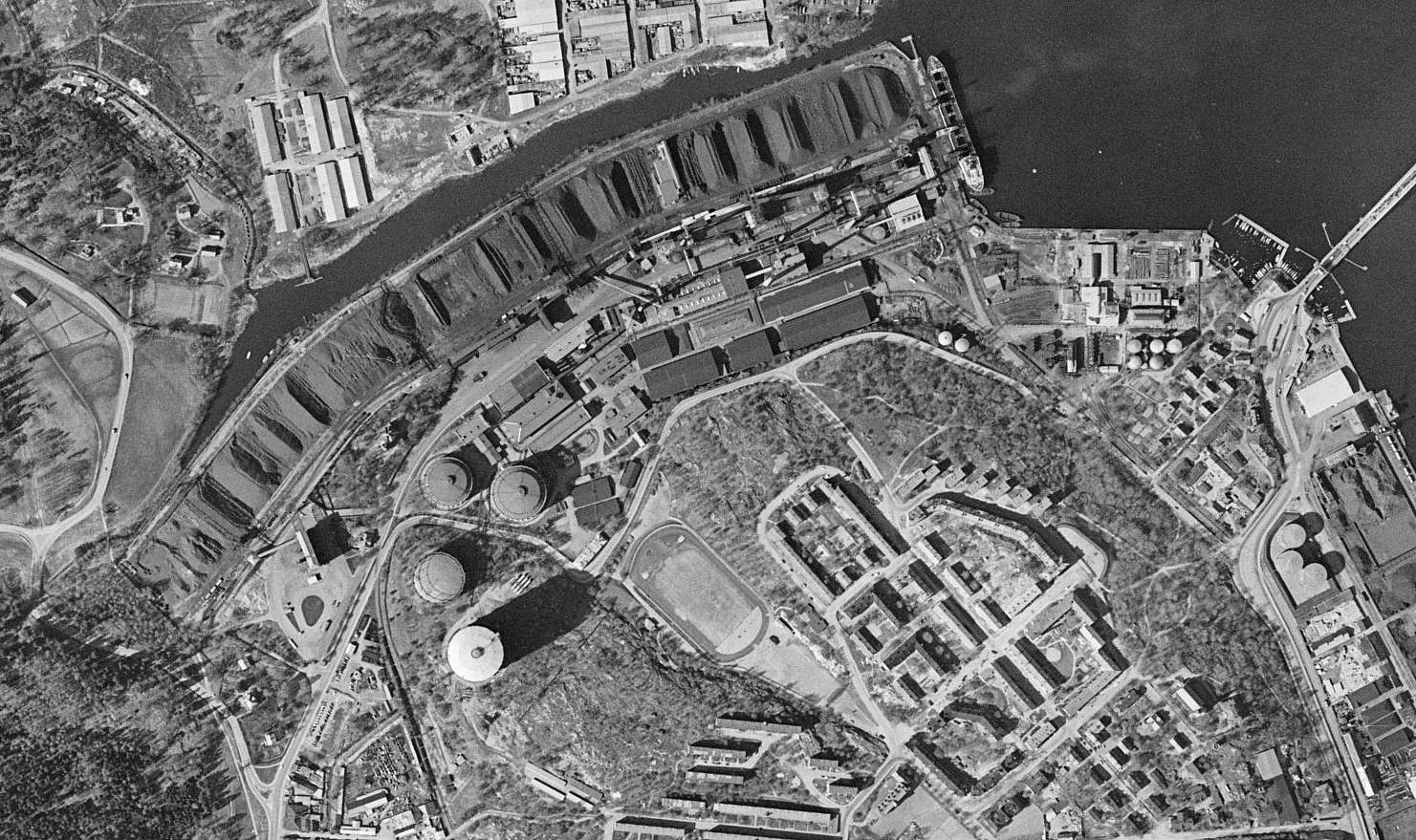
Värtagasverket från luften, 1960-tal. Lägg märke till kolhögarna längs Husarviken.

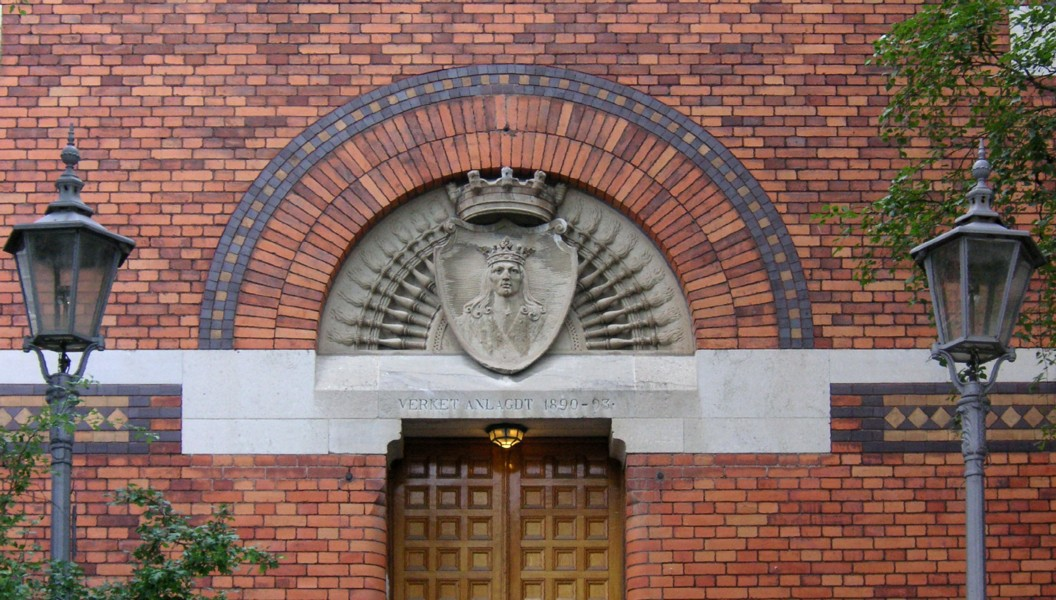
Entrén till gasverkets pumpcentral, 2007.

Stockholms första gasverk – Klaragasverket – började leverera gas till staden 18 december 1853. Efterfrågan på gas i Stockholm ökade rejält under 1880-talet och man insåg att Klaragasverkets kapacitet inte skulle räcka till. Ett av de tyngsta förslagen till nytt område för gasproduktion var Hjorthagen. Det fanns visserligen förslag på byggnation på Södermalm men utrymmet för en gasanläggning och storlek på kaj och djup för fartyg i Värtahamnen gjorde platsen i Hjorthagen till ett enkelt val för dåvarande styrelsen för Stockholms gasverk. 
Styrelsens iver för saken gjorde att stadsfullmäktige vid sitt sammanträde Luciadagen 1889 antog förslaget om ett nytt gasverk i Hjorthagen. Första spadtaget togs den 1 april 1890 därpå och 6 november 1893 kunde den väldiga anläggningens första fjärdedel tas i bruk och släppa ut gas på nätet.
Ansvarig projektledare blev Adolf Ahlsell och han kunde engagera kvalificerade och hängivna medarbetare. Gasteknikern Inge Pettersson, konstruktören Fredrik Enblom och verkschefen Arvid Knös som några exempel, men mest påfallande var en framstående ung arkitekt, Ferdinand Boberg.
Boberg skapade en gasproduktionsanläggning av hög arkitektonisk standard som än i dessa dagar präglas av de röda tegelhusens speciella dignitet. Det röda teglet kom från Haga tegelbruk utanför Enköping. Utformningen av byggnaderna visar vackra och välgjorda arbeten såsom de typiskt bobergska rundbågiga fönstren, mjukt välvda inåt. Under takkanten löper mönsterband i brunt och gult tegel.
Gasverket anlades i flera plan eftersom terrängen var så pass brant, utformad så att produktionen successivt kunde byggas ut till 240 000 kubikmeter per dygn. Den ursprungliga planen visar fyra gasklockor i Bobergs stil, men endast två blev byggda.
Den tekniska utrustningen för gasverket inköptes och levererades från brittiska och tyska leverantörer, inklusive den tredelade teleskopgasklockan med en rymd av 36 000 kubikmeter. Men byggnader och transportanordningar skulle byggas av svenska företag, helst från mekaniska verkstäder i Stockholm. Järnvägsspår leddes in från Värtans station, och för lossning och transport av kol byggdes ångdrivna kranar, hissar och linbanor.
Den andra gasklockan i området togs i bruk 1900. Även den klockan hade bobergsk omslutningsbyggnad av tegel. Den ansågs då vara världens största, med en volym av 65 000 kubikmeter – och det behövdes; gastillverkningen hade mer än fördubblats under 1890-talet.
Värtagasverkets officiella invigning den 25 november 1893 förrättades av kung Oscar II i närvaro av kronprins Gustaf (V), prinsarna Carl och Eugen samt ett flertal andra medlemmar av kungahuset och stadens honoratiores. Från Stockholms centralstation hade ett specialtåg avgått via Värtabanan till Värtans station och därifrån växlats in på verkets egen bana. Ahlsell fick Nordstjärneorden och Boberg Vasaorden.

### Bobergs illustrationer (urval)

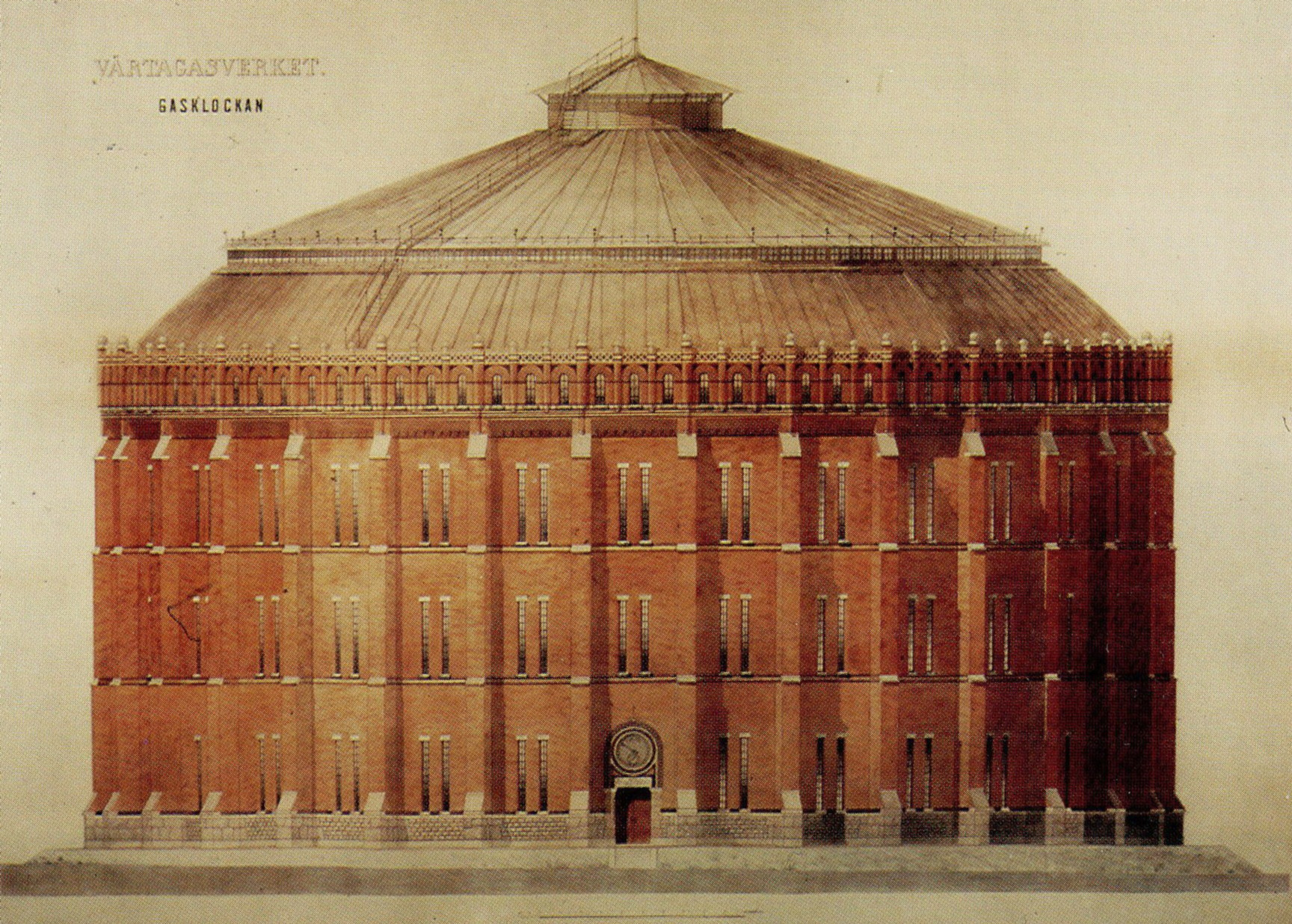
Gasklockan
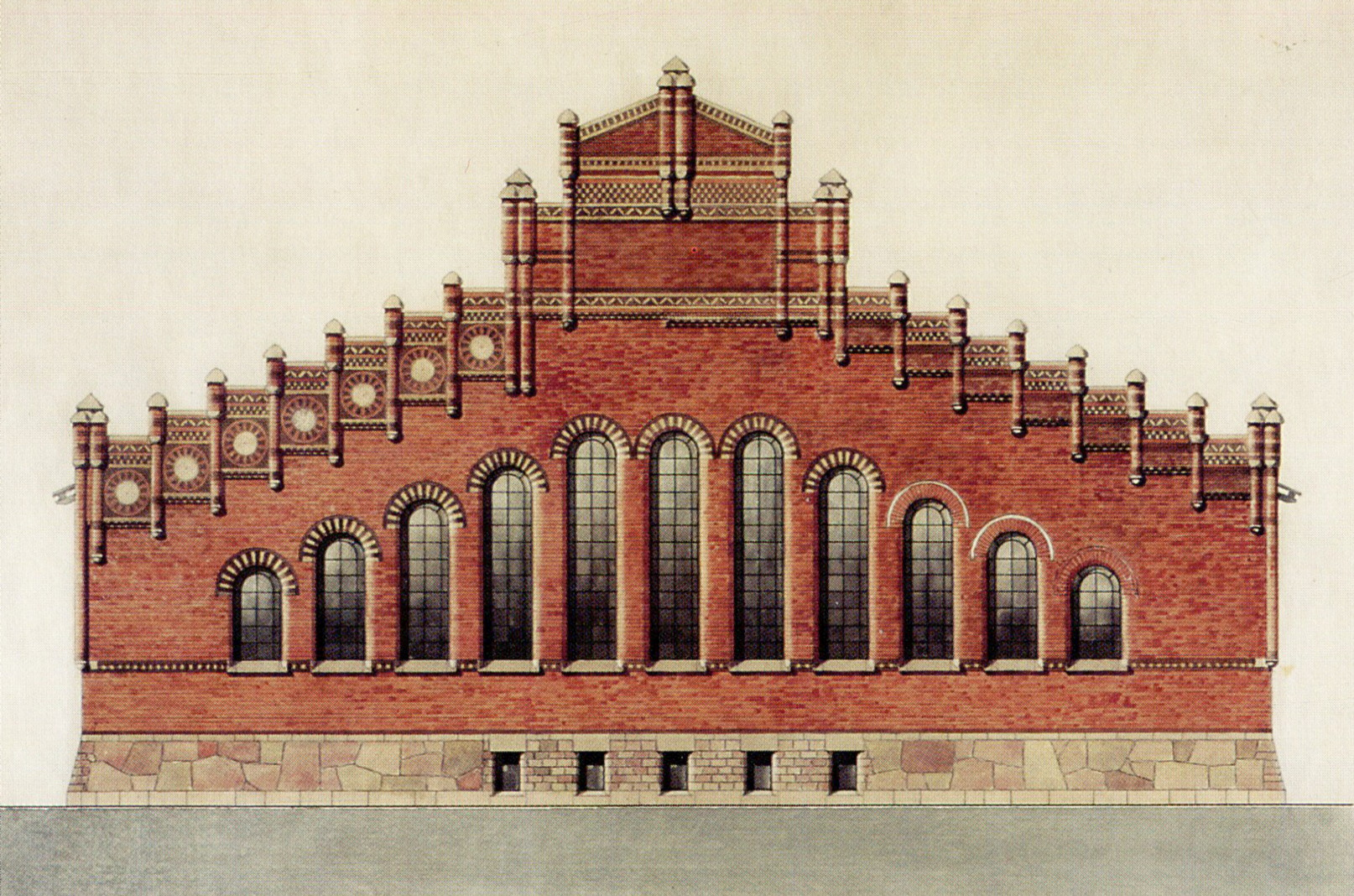
Reningshuset
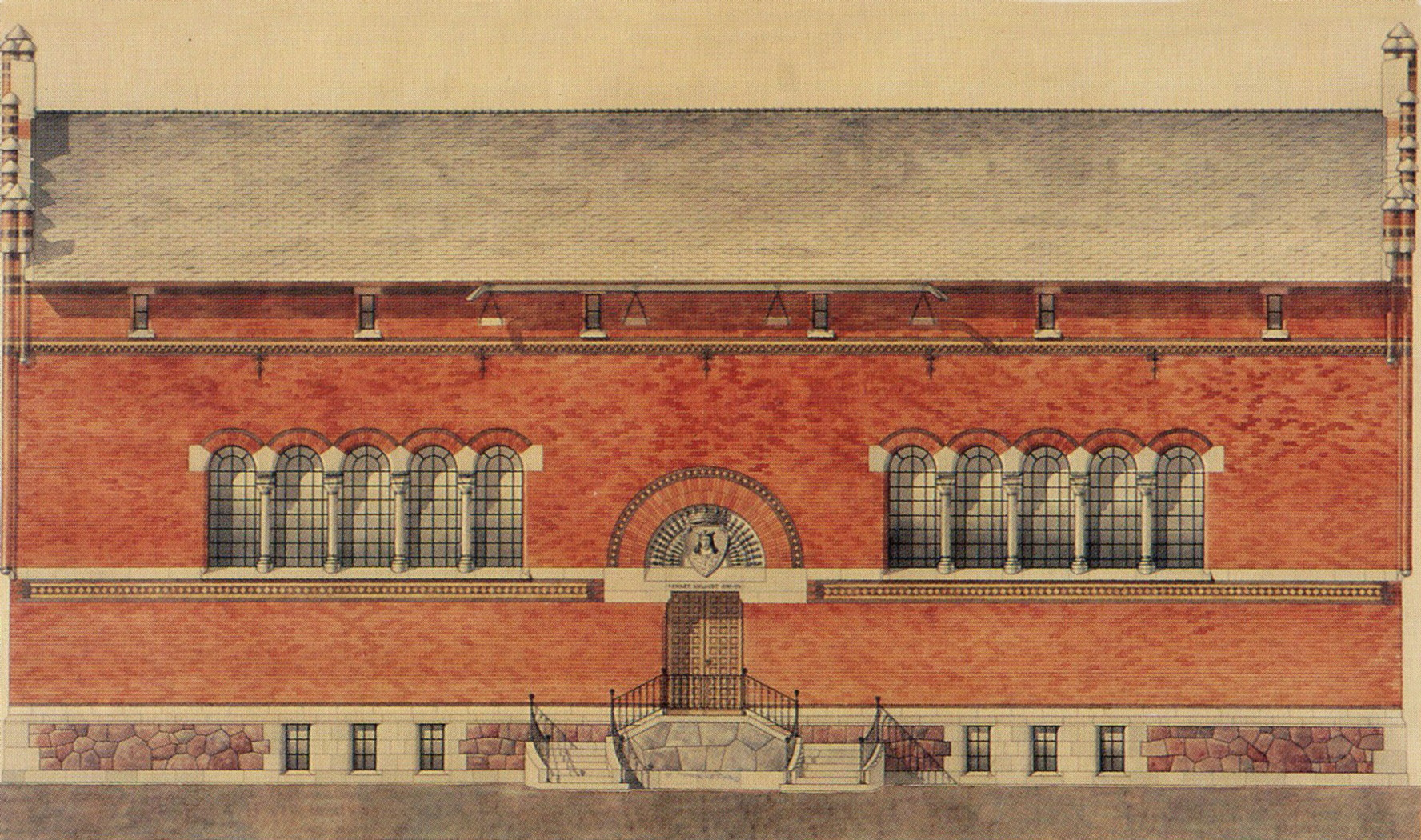
Mätarhuset
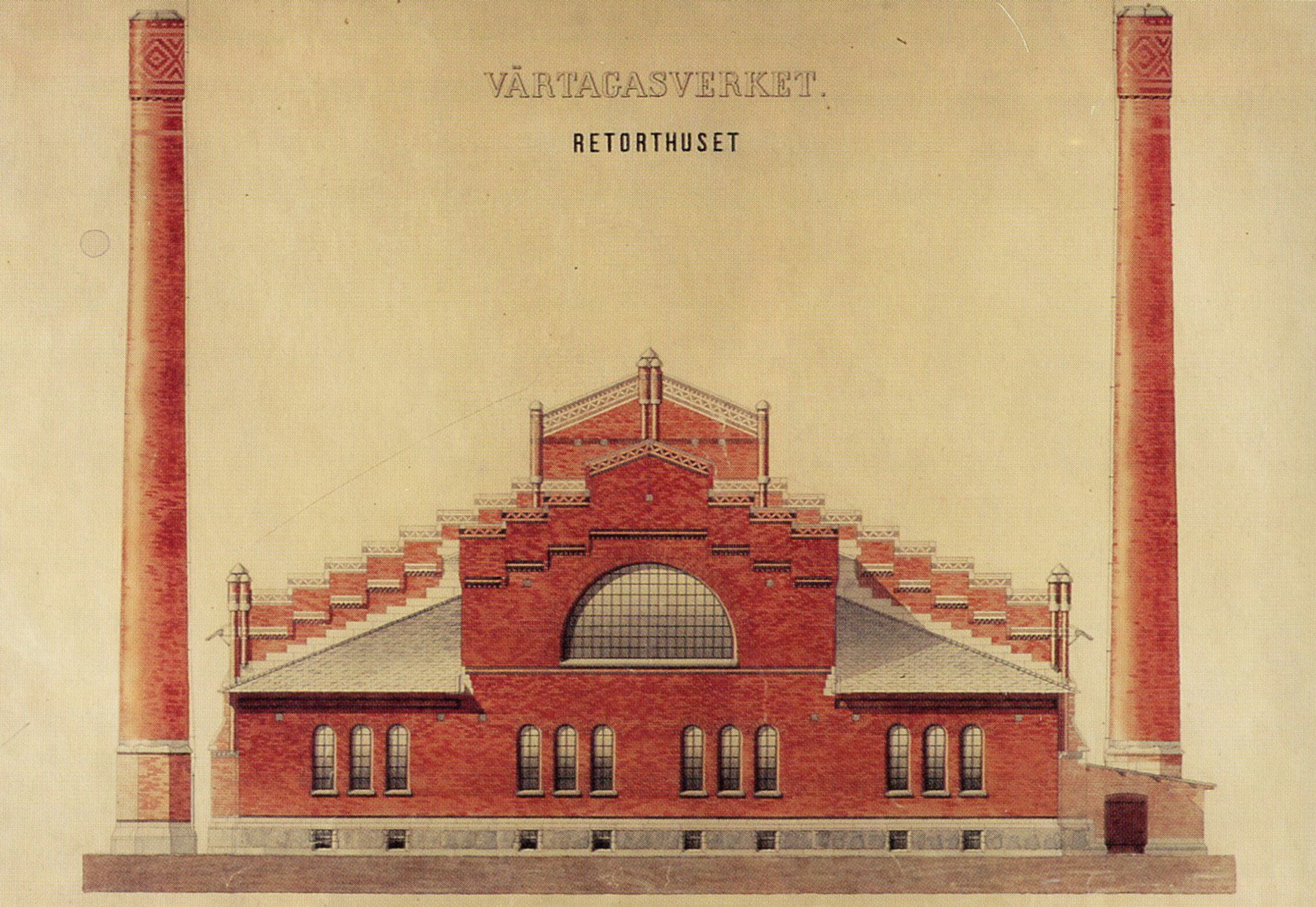
Retorthuset

### Historiska bilder

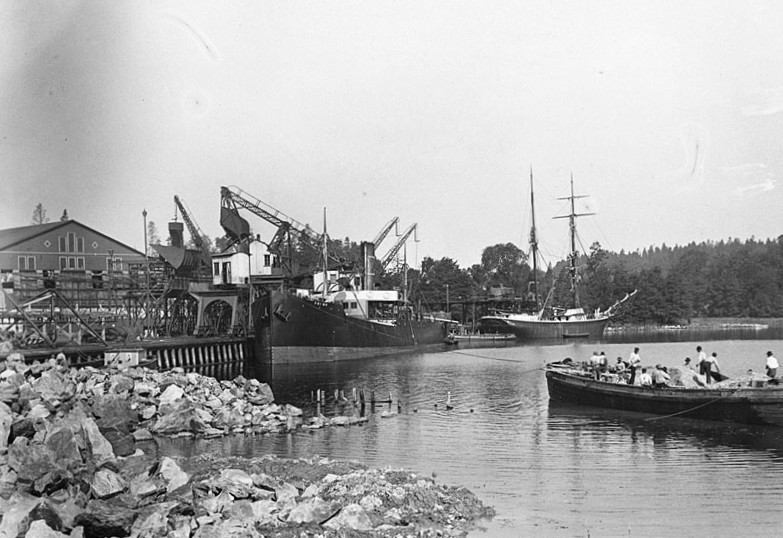
Gasverkets kolhamn 1899
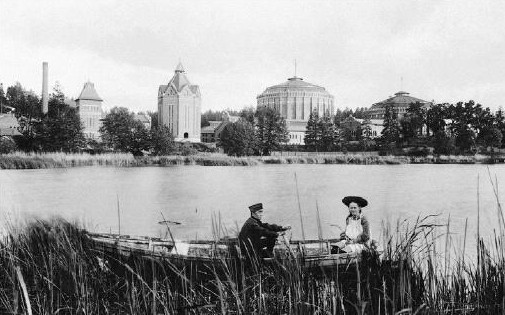
Husarviken och gasverket 1910
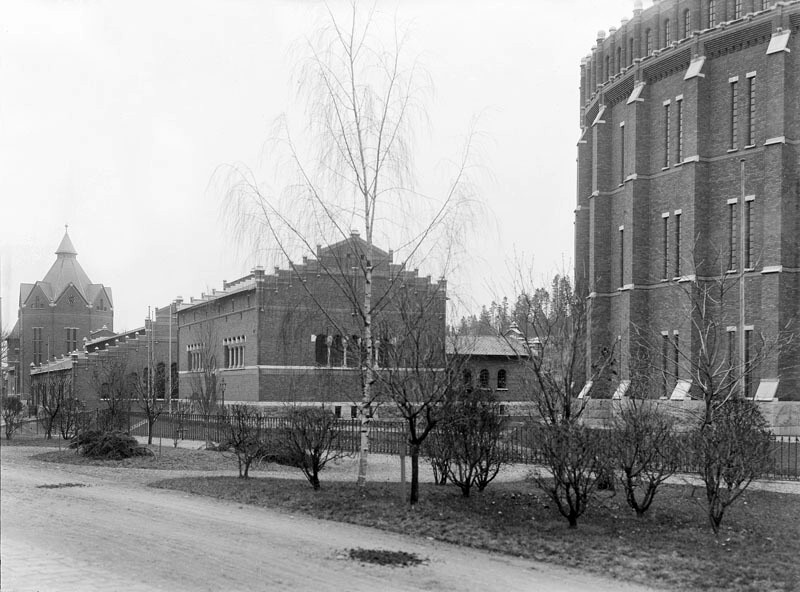
Gasverkets byggnader 1903
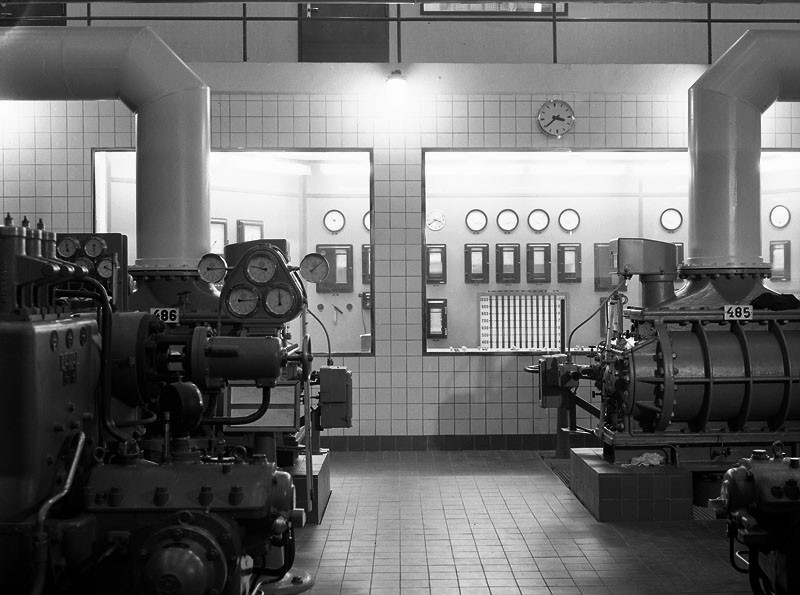
Gasverkets pumpcentral 1953

### Tidslinje

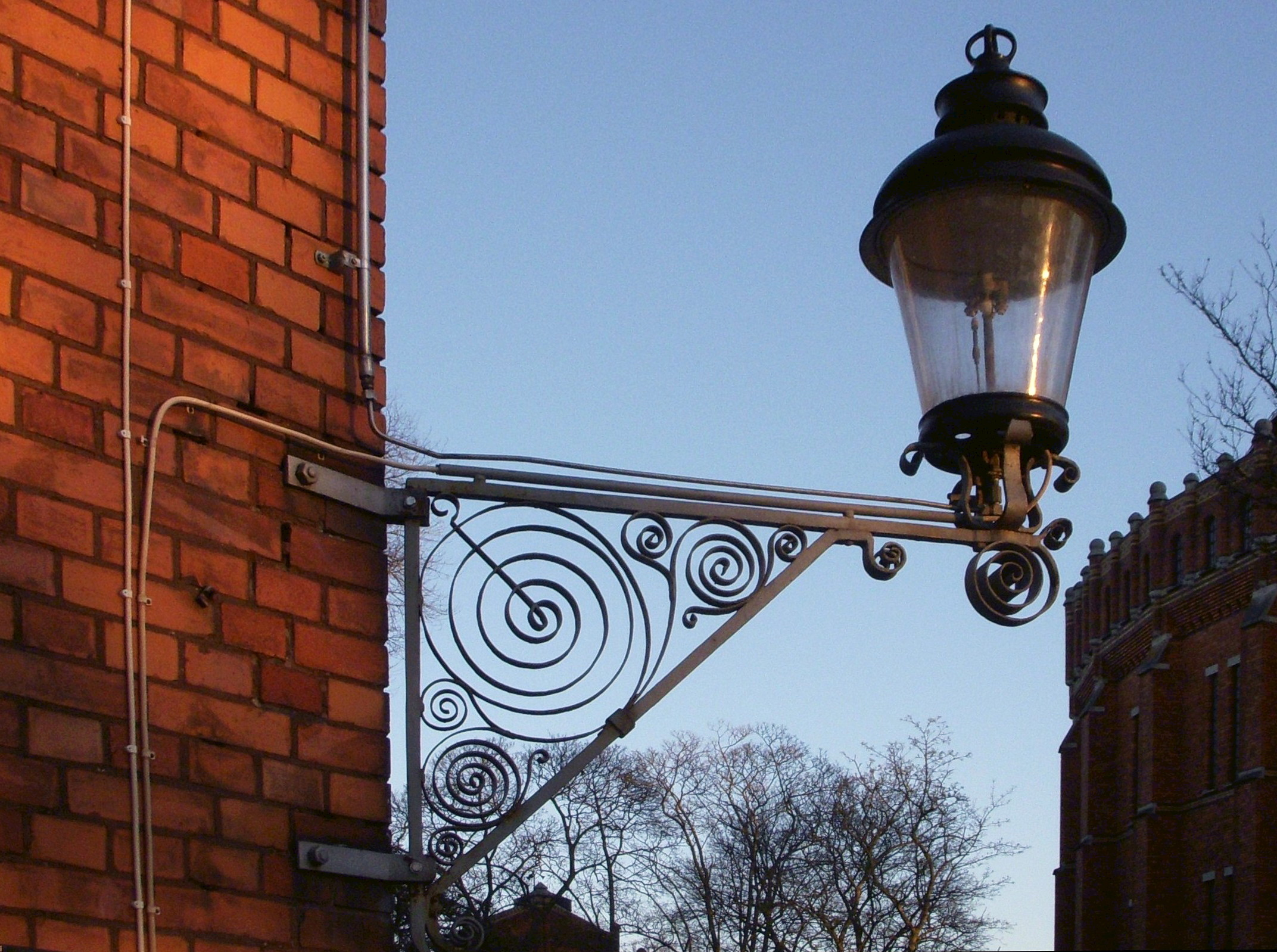
"Äkta" gaslykta vid Värtagasverket.

- Mot slutet av 1890-talet byggdes en bensolfabrik, som kom att bli den första i en rad anläggningar för förädling av biprodukter från gastillverkningen.
- 1906 kompletterades kolgasverket med ett vattengasverk där gas tillverkades med vatten och koks som råvaror.
- 1919 byggdes det första kammarugnssystemet där kolet förgasades i 50 kammare, rymmande 12 ton styck, med helt maskinell kol- och kokshantering. Detta system ersatte det första med mindre retorter som krävde betydligt mer manuell hantering. Klaragasverkets nedläggning samt ökande efterfrågan på gas och koks gjorde att Värtagasverket fortsatte att expandera. Husarviken fylldes ut i flera steg för att frigöra mer mark för produktionen. Kollagret flyttades från två långa kollador till en kolgård utomhus rymmande som mest 200 000 ton kol, vilket motsvarade ett halvårs förbrukning när produktionen var som störst.
- 1949 byggdes en ny ångkraftcentral med tre La Mont-pannor från Svenska Maskinverken i Södertälje, dels för produktion av egen el och dels för att leverera ånga till övriga förbrukare på verket – mest värme och ångdrivna pumpar. Pannorna kunde eldas med både kol, koks, olja och gas. Gaseldningen utnyttjades när efterfrågan på koks var större än på gas. För växling av järnvägsvagnar anskaffades tre ångackumulatorlok.
- 1952 byggdes ytterligare ett kammarugnssystem med 50 16-tonskammare, pumpcentralen moderniserades med nya gaspumpar, gasmätare, pneumatisk styrutrustning m.m.
- 1954 började man leverera fjärrvärme till Hjorthagen genom att ta tillvara restvärmen i gasen från kammarugnarna.
- 1959 byggdes ett oljegasverk där gas tillverkades genom spaltning av tjockolja blandad med överhettad ånga i två produktionslinjer arbetande i cykler där den ena linjen tillverkade gas medan den andra regenererade katalysatorerna med luft. Denna anläggning användes framförallt vintertid.
- 1968 byggdes vattengasverket om till ett cykliskt spaltgasverk där gas tillverkades i fyra produktionslinjer med lättbensin och ånga som råvaror. Produktionslinjerna kördes i par precis som i oljegasverket.

Från början fanns endast ett gasnät i staden med 0,03 bars tryck, men för att kunna expandera utanför tullarna tillkom på 1930-talet ett högtrycksnät med 1 bars tryck. Innan gasen nådde konsumenterna reducerades vanligen trycket till knappt 0,02 bar.

### Nutida bilder

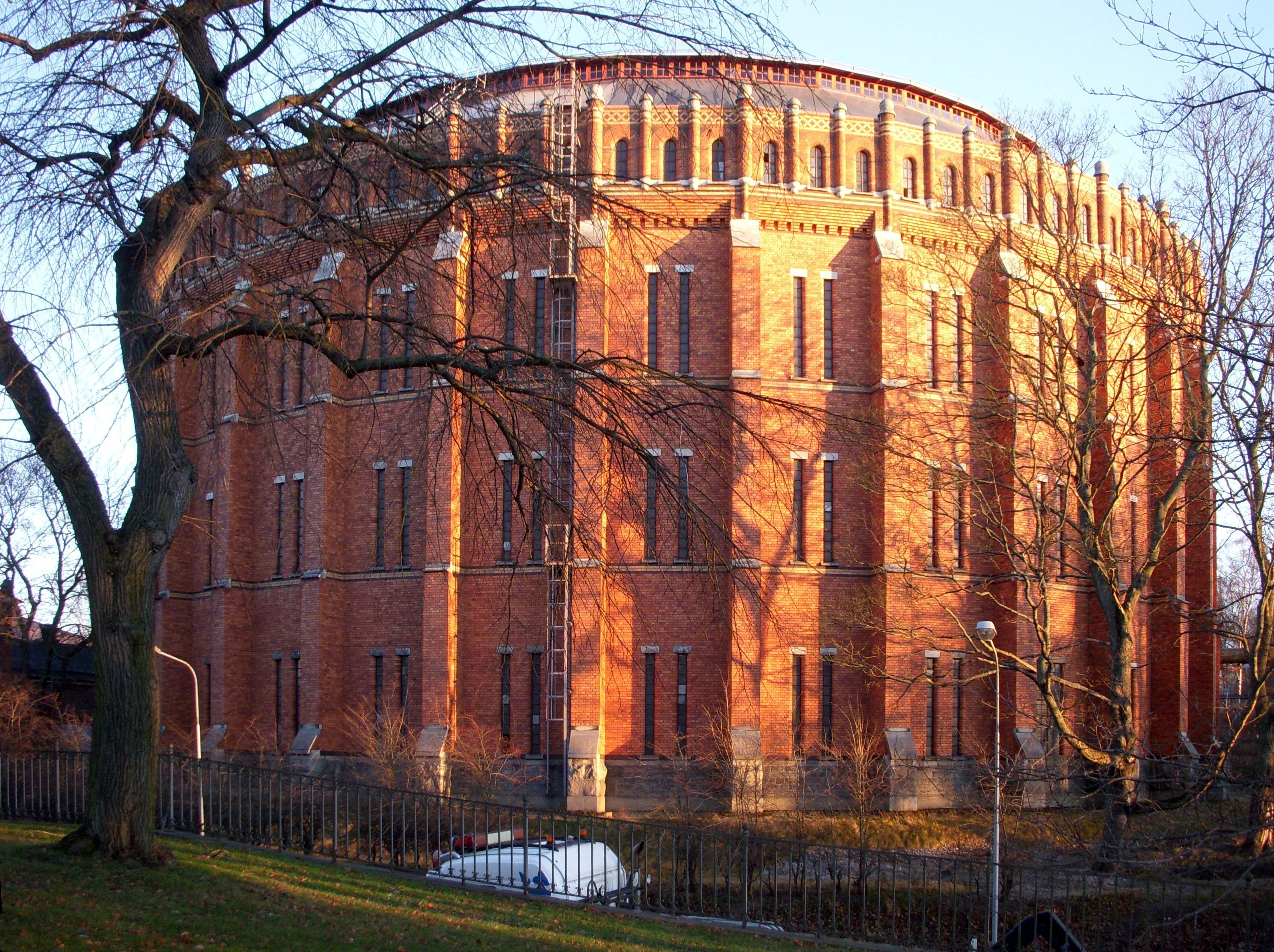
Bobergs klocka nr 1, 2011
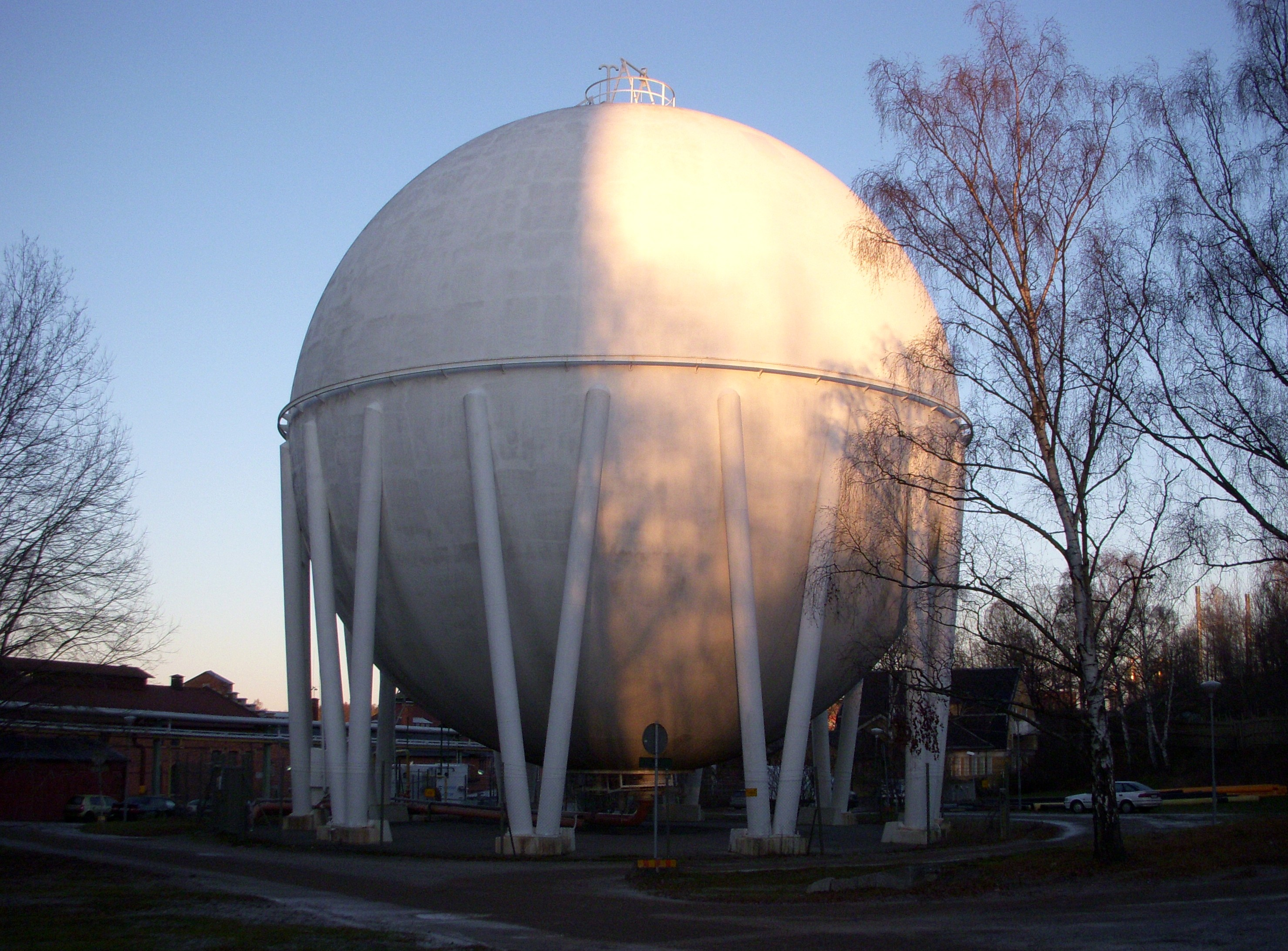
Tryckgasklockan "golfbollen", 2011
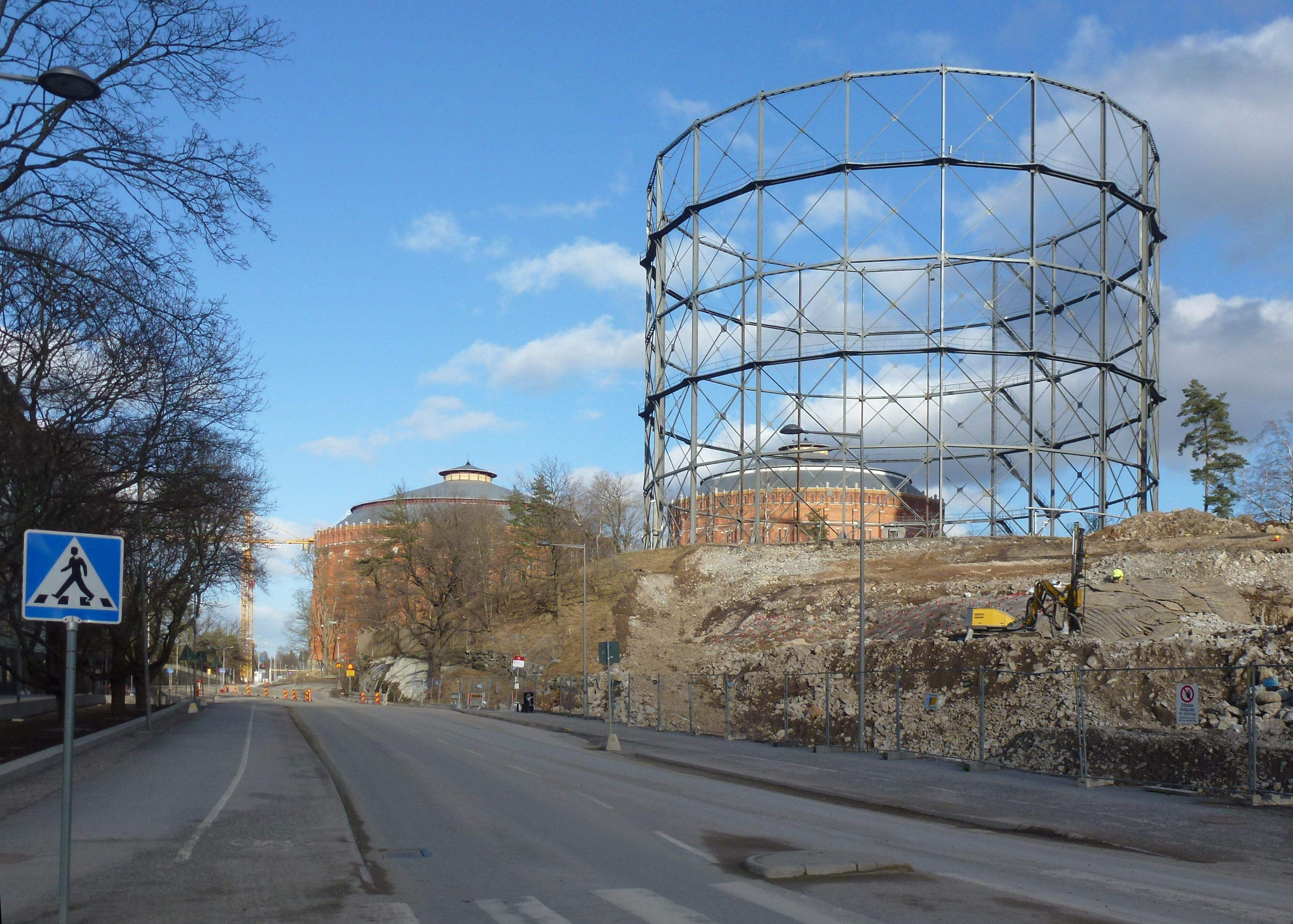
Gasklocka 3 (bara stommen kvar), 2015
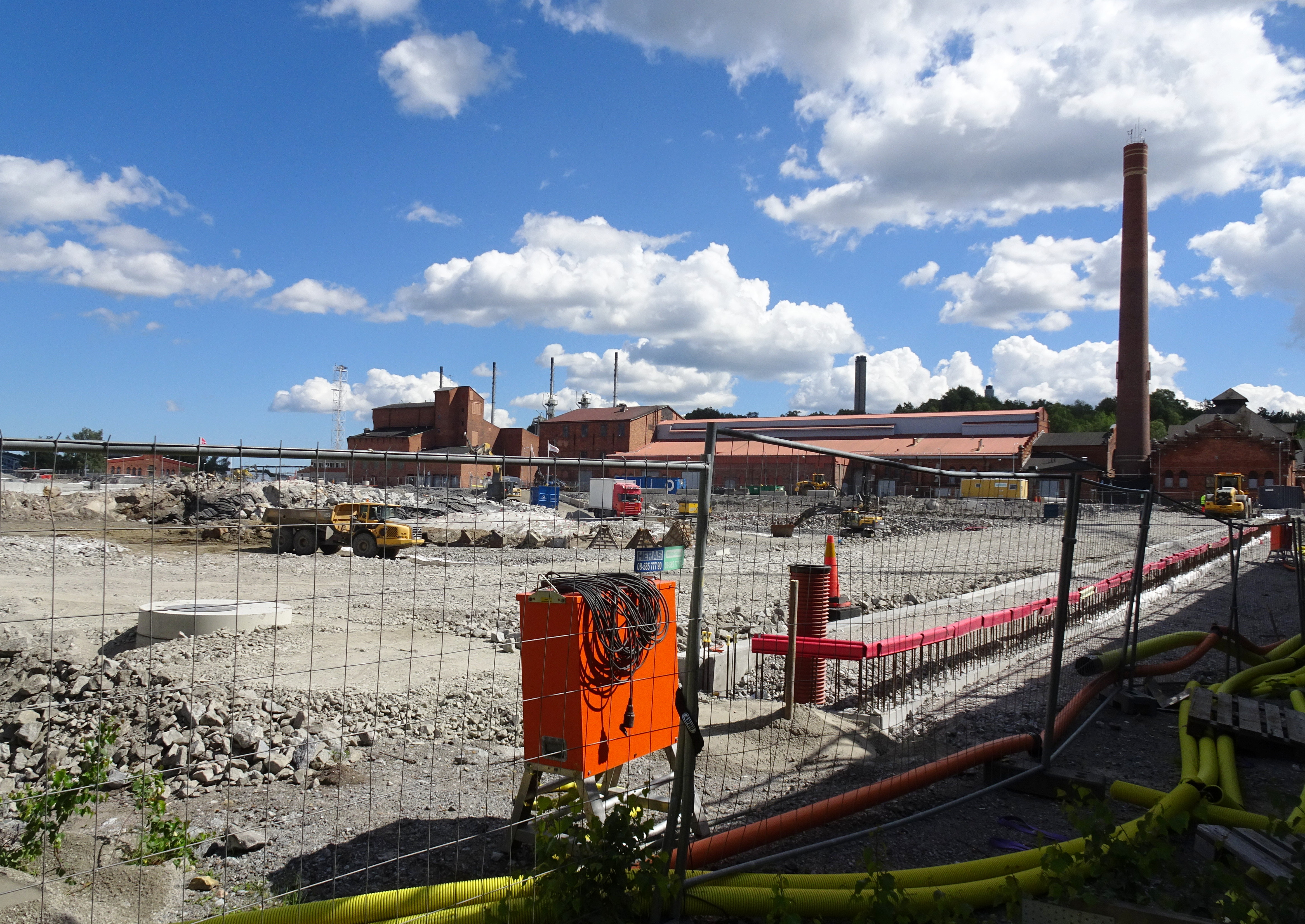
Rivningen, 2016
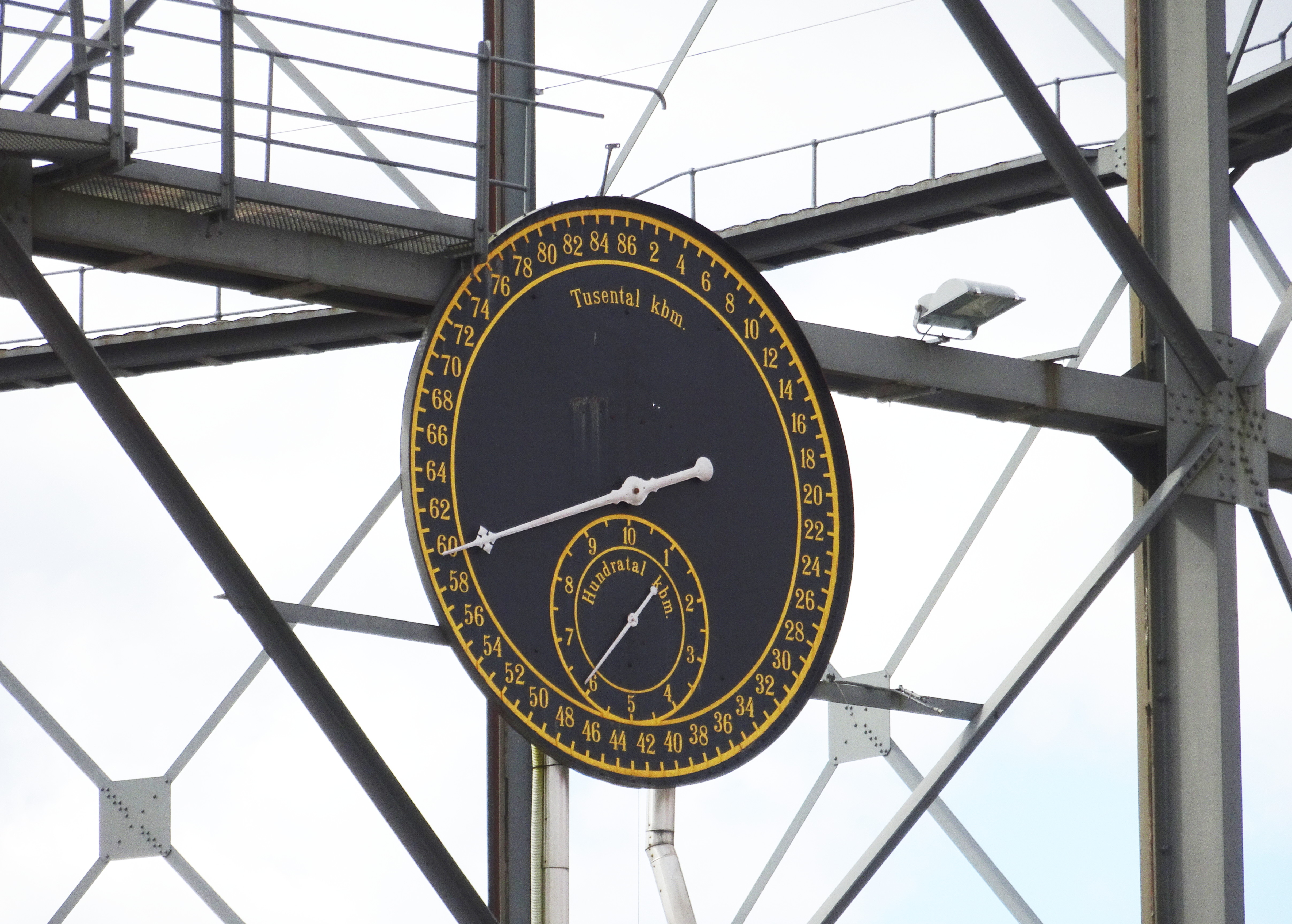
Värtagasverket gasklocka 3, 2021

## Spaltgasverket

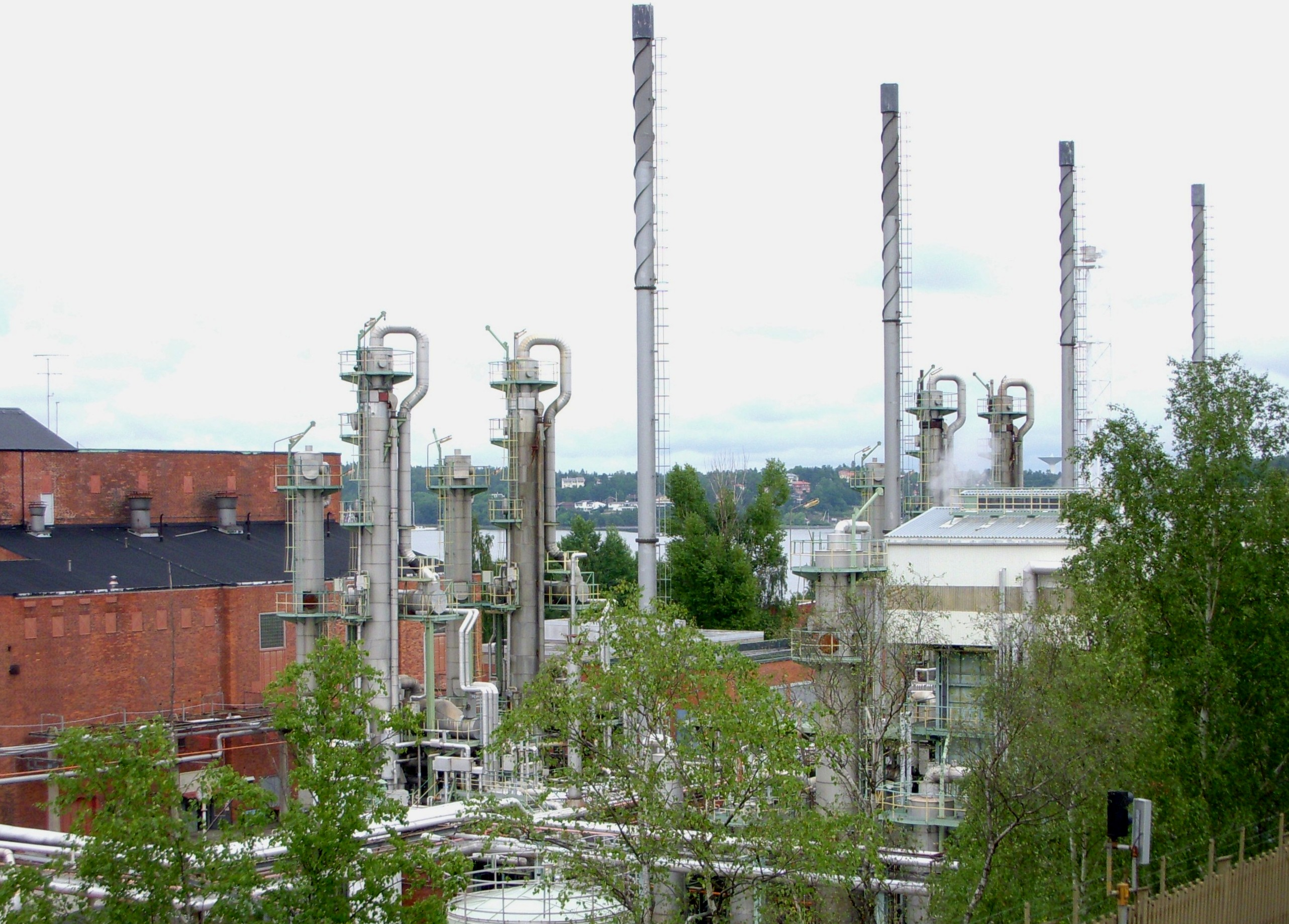
Spaltgasverket i augusti 2010.

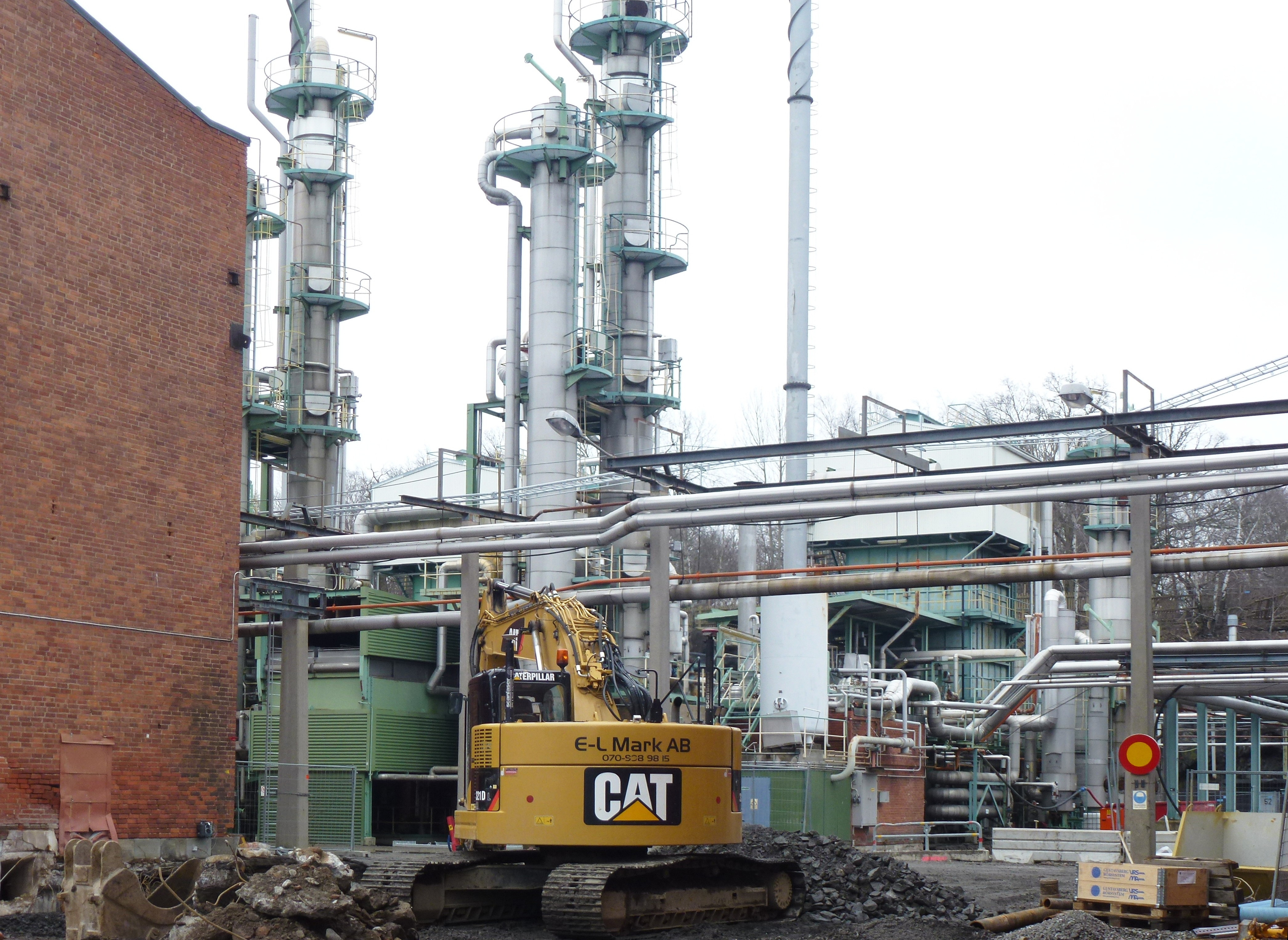
Spaltgasverket efter nedläggning, 2015.

Mot slutet av 1960-talet började kolgasverket blir ålderstiget och kolgasens biprodukter (bl. a. koks) fann allt färre köpare. Beslut fattades att uppföra ett spaltgasverk med fyra produktionslinjer (strängar) och en total kapacitet av 850 000 Nm3 per dygn. Verket började leverera gas i september 1971. Det tillverkade gas i en kontinuerlig process med högt tryck till skillnad från det cykliska verket från 1968. Verket byggdes av tyska Lurgi och kallas därför Lurgianläggningen och gasen för Lurgigas i många dokument. Vintern 1971-72 tillverkades gas parallellt med kolgasverket, men från våren 1972 stod spaltgasverket ensamt för produktionen. För lagring av lättbensin som är råvara vid framställning av stadsgas sprängdes två stora bergrum under Hjorthagsberget med lossningsledning från hamnen. Bergrummen kunde rymma en årsförbrukning - 2x45000 kubikmeter.
I pumpcentralen byggdes en jetboosteranläggning där gasen spetsades med lättbensin alternativt gasol samt luft i två ejektorer. På området uppfördes även en klotformad, vitmålad högtrycksklocka, den så kallade "golfbollen" (klocka 5) för att ha reserv vid produktionsstörningar. En gasol-luftanläggning byggdes i ett av de f.d. reningshusen där två luftkompressorer, gasolförångare och blandningsstation gjorde att stadsgasen kunde blandas ut med upp till 30% gasol-luft vid driftstörningar i spaltgasverket eller lågt pris på gasol. I och med oljekrisen 1973-74 steg priset på råvaran (lättbensin) kraftigt och blev på kort tid dyrast av alla oljeprodukter. 1971 kostade lättbensin 120 kr/ton och 1980 var priset uppe i 2600 kr/ton. Trots taxehöjningar på gaspriset gick spaltgasanläggningen med förlust.
Ett nedläggningshot låg över Värtagasverket mer eller mindre konstant från 1970-talets mitt. 1977 lades det cykliska verket ned efter att mestadels stått som reserv för den nya anläggningen. Fram till 1982 kördes normalt två strängar på sommaren och tre på vintern men efter detta kördes en respektive två strängar. Sträng 4 lades då i malpåse. 
Gasförsäljningen minskade stadigt fram till 1990 då planerna på en naturgasledning till Stockholm gjorde att man ändrade strategi och började försöka öka försäljningen inför naturgasintroduktionen. Antalet spiskunder hade då halverats på 20 år till 125 000. Nya abonnemang rörde dock mest större gasförbrukare som fastighetsvärme. Ett dotterbolag till Stockholm Energi, SE Gas, bildades för att få bättre helhetssyn. Sträng 4 togs i drift igen, men man fortsatte med max två strängar även på vintern. Ett system där en del större kunder var avbrytbara gjorde att man ändå klarade tillverkningen. I slutet av 1990-talet var gasförbrukningen drygt 100 000 Nm³ på sommaren och 4-500 000 Nm³ en kall vinterdag.

## Nedläggning
I samband med att Stockholm Gas AB bildades 2008 beslöts att stadsgasen i Stockholm skulle ersättas av natur- och biogas blandad med luft och Värtagasverket skulle därmed kunna läggas ner. Den nya gasen skulle istället matas in i stadsgasnätet från helt nybyggda anläggningar i Södra Hammarbyhamnen och Högdalen i södra Stockholm. Den första anläggningen för produktion av den nya gasen uppfördes dock på Värtagasverket 2010 och togs i drift i juni genom att lurgigasen spetsades med denna istället för med jetboostrarna i pumpcentralen. Man återanvände här luftkompressorerna från gasol-/luftanläggningen.
Tisdagen den 18 januari 2011 klockan 06:45 stängdes utgående gasventil från spaltgasverket. Naturgas-/luftanläggningen på Värtagasverket står nu som reserv fram till 2013. Gasklocka 5 var i drift och kompletterad med en gaskompressorstation för fyllning av klockan med den nya gasen.
Värtagasverkets tomt ska i framtiden användas för bostäder och kontor m.m.

## Gasklockor

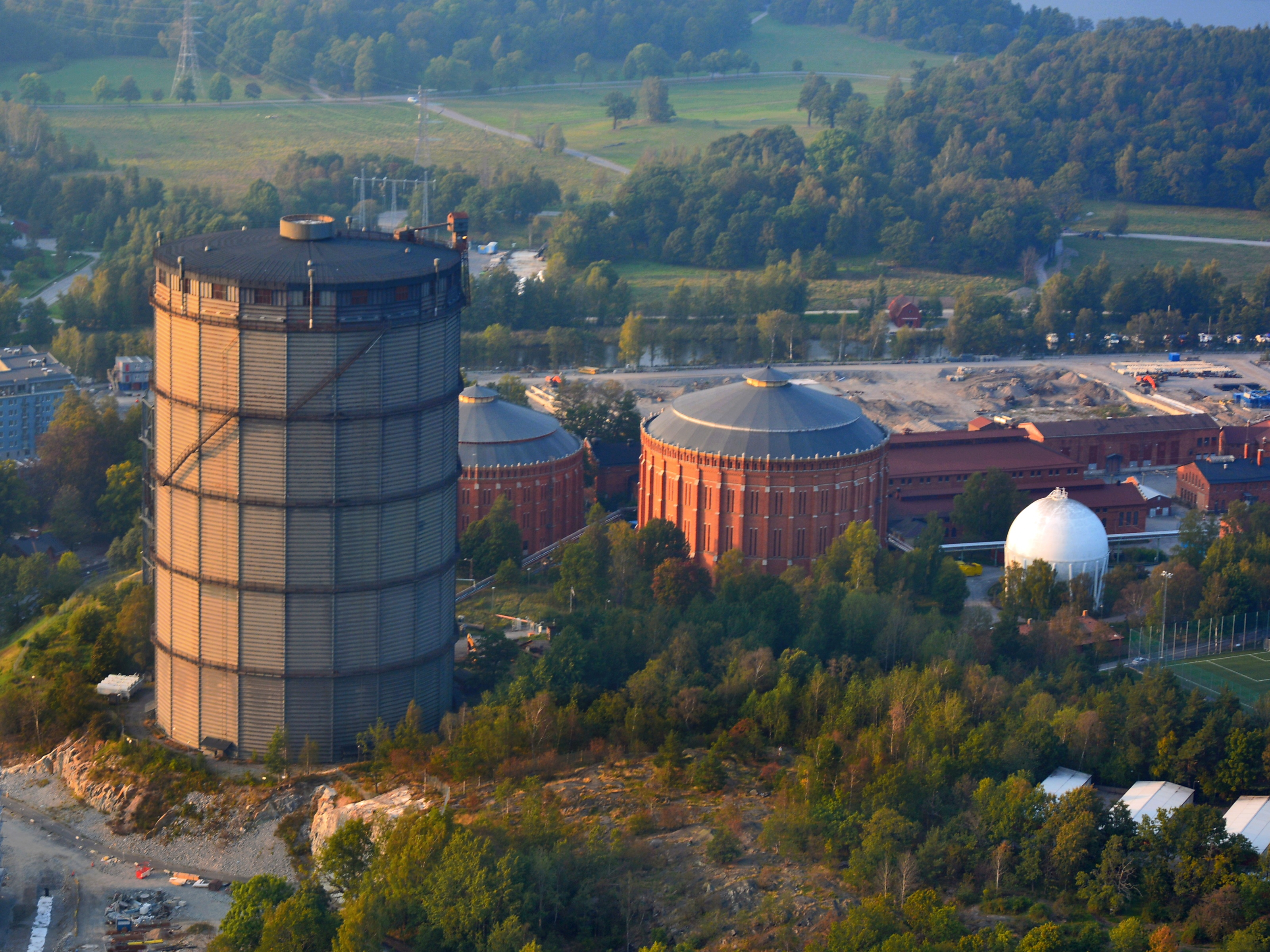
Gasklocka 4 i grå plåt, gasklocka 1 och 2 i tegel och den vita gasklocka 5. Gasklocka 3 är dold bakom gasklocka 4.

- klocka 1, volym 36 000 m³, byggd 1893, nedlagd på 1960-talet
- klocka 2, volym 65 000 m³, byggd 1900, nedlagd 1992
- klocka 3, volym 85 000 m³, med 0,014 bars övertryck, byggd 1912, nedlagd 12 augusti 2010
- klocka 4, volym 200 000 m³, med 0,015 bars övertryck, byggd 1932, nedlagd 29 april 2010, riven under vintern 2017-2018.[3]
- klocka 5, volym 6000 m³ (kapacitet motsvarande 100 000 m³ gas vid normaltryck 16 bar), byggd 1972, nedlagd 2013

Klocka 1–3 var våtgasklockor av teleskoptyp med 3 koppar, 1:an och 2:an är inbyggda i tegelhus. Klocka 4 var en torrgasklocka med en kolv som rörde sig i "tunnan" med en slaglängd på 88 meter. Klocka 5 ("golfbollen") är en sfärisk tryckgasklocka utan rörliga delar med maxtryck 16 bar.